# George Gilbert Scott

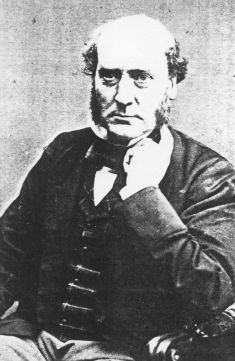
George Gilbert Scott

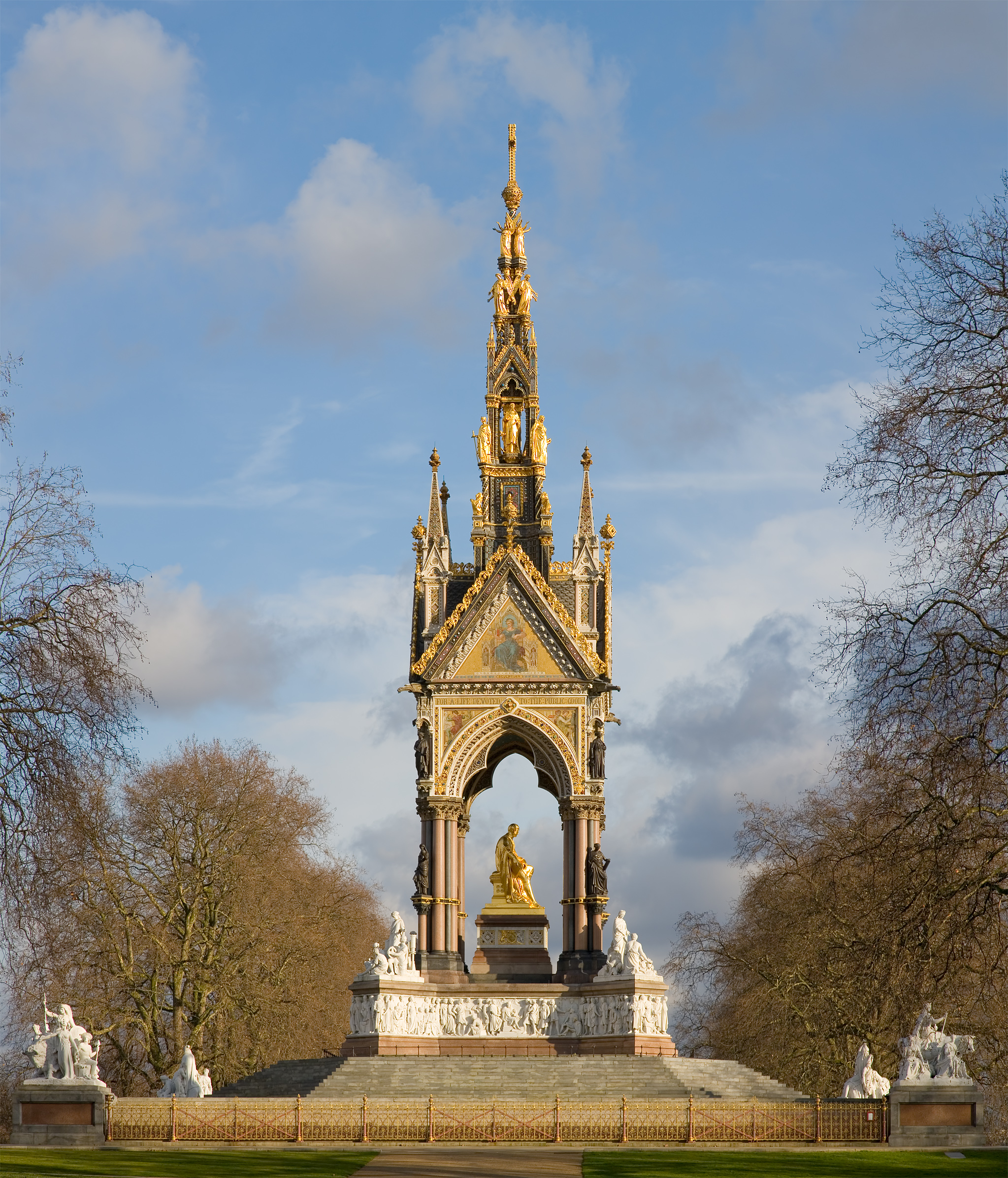
Das Albert Memorial im Londoner Hyde Park.

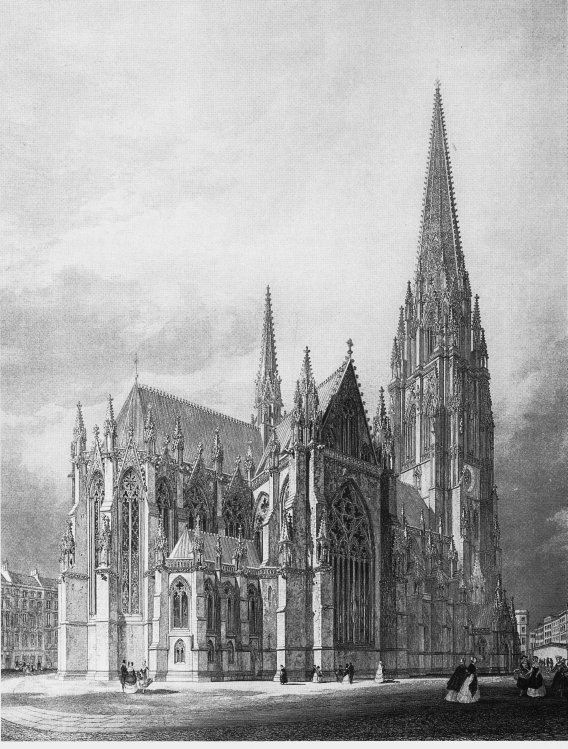
Endgültiger Entwurf Scotts für den Neubau der Hamburger Nikolaikirche. Stahlstich von 1846.

Sir George Gilbert Scott (* 13. Juli 1811 in Gawcott, Buckinghamshire; † 27. März 1878 in London) war ein englischer Architekt, der sich vor allem durch den Bau und die Renovierung von Kirchen und Kathedralen hervorgetan hat. Er war ein bedeutender Vertreter des im 19. Jahrhundert beliebten neugotischen Baustils.

## Leben und Werk
Scott war Sohn eines Pfarrers und Enkel des Theologen und Bibelkommentators Thomas Scott. Er studierte Architektur als Schüler James Edmestons und arbeitete zunächst als Assistent für Henry Roberts, dann für seinen Freund Sampson Kempthorne. Nach dem Tod seines Vaters machte er sich selbstständig und konnte mit Unterstützung einflussreicher Freunde seines Vaters einige Aufträge für Arbeitshäuser (workhouses) gewinnen (Arbeitshäuser in Brackley, Northampton, Oundle und Towcester). Zusammen mit seinem Assistenten und späteren Partner William Bonython Moffatt entwarf er in zehnjähriger Zusammenarbeit (1835–1845) über 40 Arbeitshäuser.
Waren seine frühen Arbeiten noch oft in einem einfachen, klassizistischen Stil gehalten, wandte sich Scott unter dem Einfluss von Augustus Pugin der Neugotik zu. Sein erstes bedeutendes Werk in diesem Stil ist das Märtyrerdenkmal in Oxford (1841).
Zu seinen weiteren Arbeiten gehören:
- die Nikolaikirche in Hamburg (1846–1874)
- die Pfarrkirche St. Johannis in Eastnor, Herefordshire (1852)
- Gartenanlagen des Landsitzes Lanhydrock House bei Bodmin, Cornwall (1857, Mitarbeiter von Richard Coad)
- Exeter College Chapel (1856–59)
- das Gebäude des Foreign and Commonwealth Office, Whitehall, London (1861–1868)
- das Albert Memorial (1862)
- die Renovierung der Kirche St Mary in Castro in Dover (1862)
- der Bahnhof St Pancras in London (1865)
- das Hauptgebäude der University of Glasgow (1870)
- Wettbewerbsbeitrag zum Reichstagsgebäude - 2. Platz (1872)
- das Midland Grand Hotel in London (1873)
- die Renovierung der St Margaret’s Church (1877)

Das Hauptinteresse Scotts galt der mittelalterlichen Kirchenarchitektur. Er beteiligte sich an der Restaurierung etlicher Kathedralen (darunter die von Chichester, Gloucester, Oxford, Wakefield und Exeter), der Abtei von Pershore, der Priorei von Malvern und der Margaretenkirche in Westminster; zudem entwarf er die Kapellen des Exeter College in Oxford und des St John’s College in Cambridge.
George Gilbert Scott wurde 1872 zum Knight Bachelor geschlagen und nach seinem Tod in der Westminsterabtei beigesetzt.
Seine Söhne George Gilbert Scott Junior und John Oldrid Scott sowie sein Enkelsohn Giles Gilbert Scott waren ebenfalls bekannte Architekten, sein Sohn Dukinfield Henry Scott war ein bekannter Botaniker.